# 金门公园

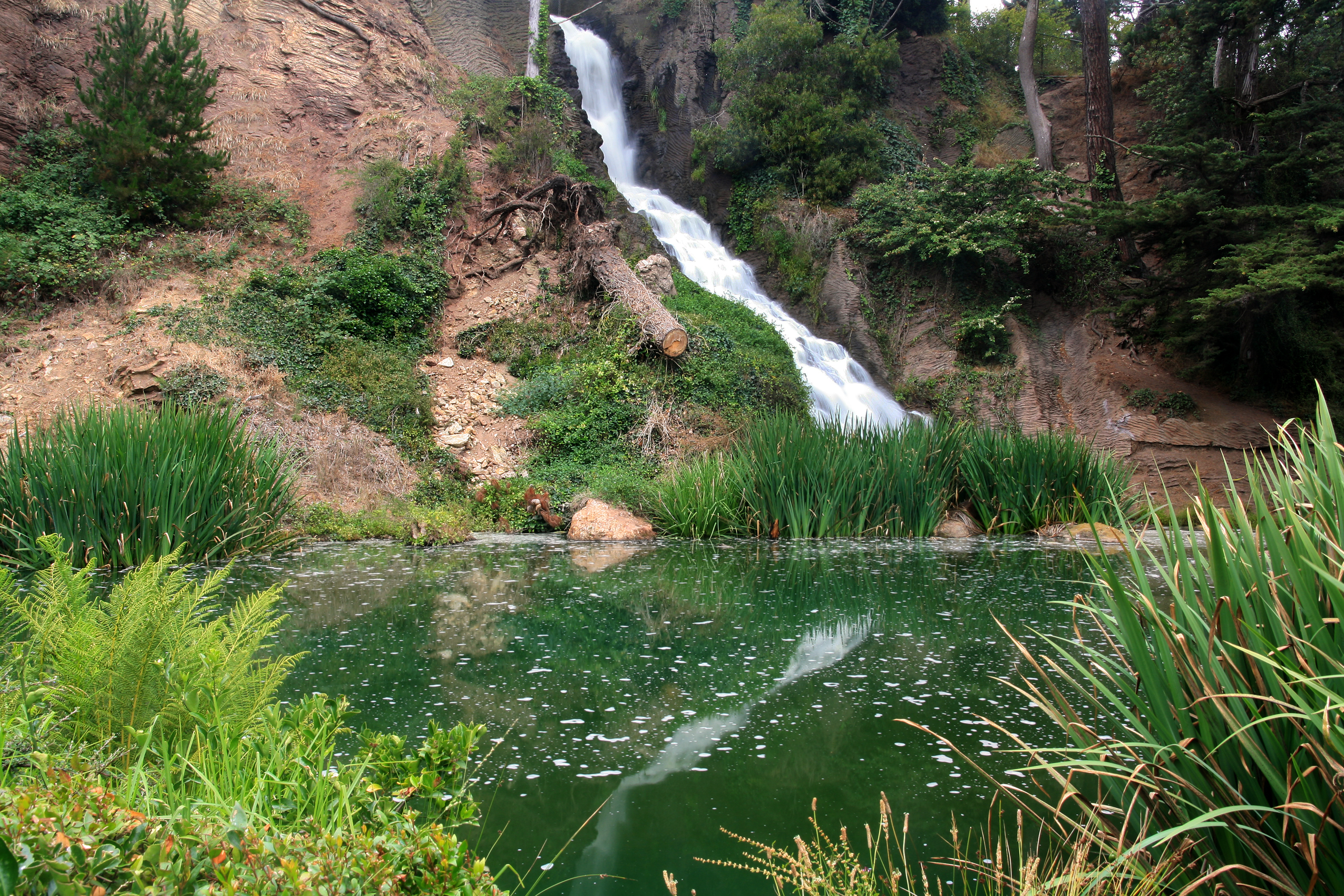
Rainbow Falls

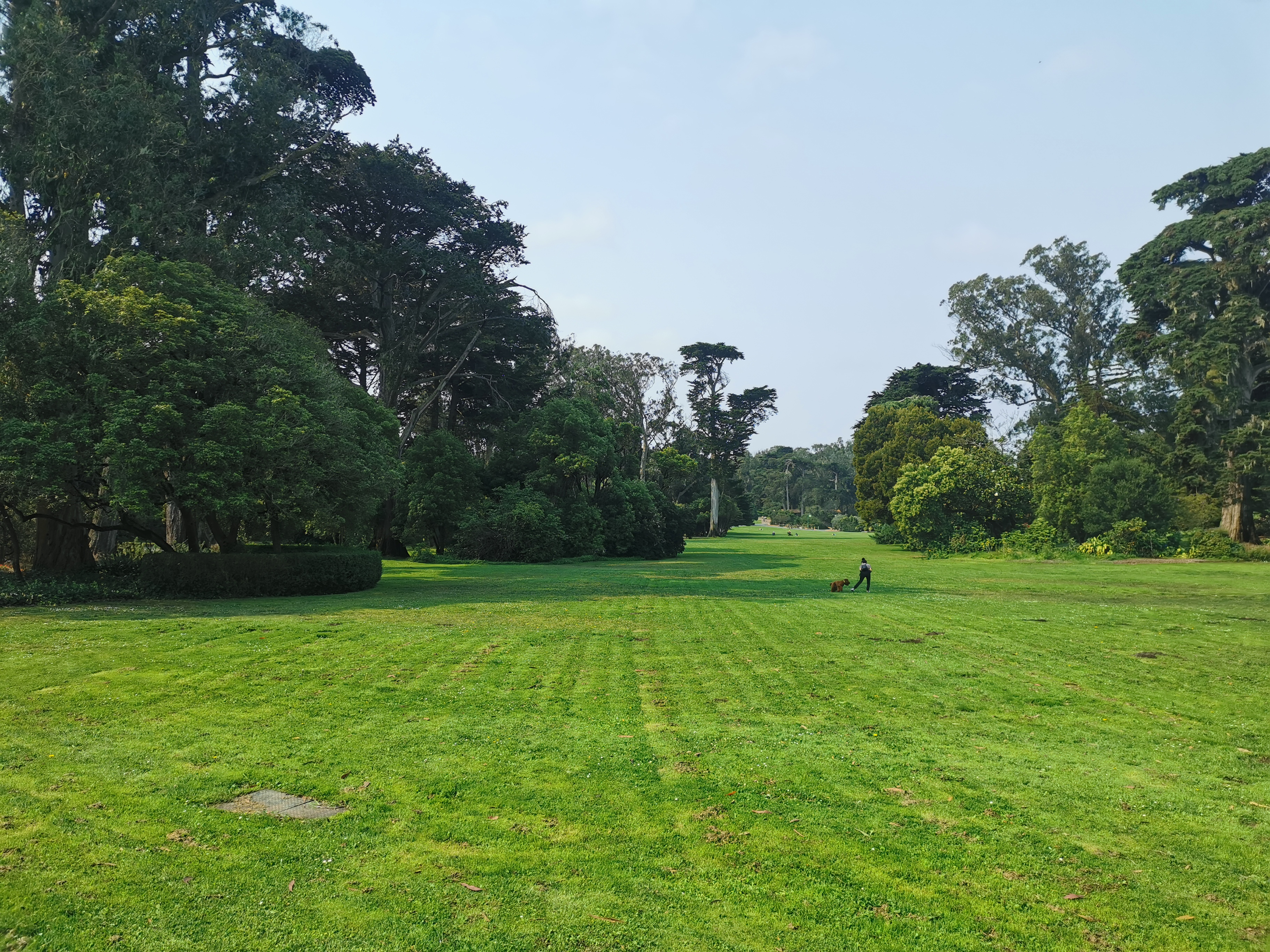
中央草坪

金门公园（英語：Golden Gate Park）是美国旧金山的一座大型城市公园，占地面积1017英亩，其形状为长方形，比起同样形状的纽约市中央公园大20%。金门公园每年的游客人数达到1300万，名列美国第三位。
金门公园内拥有不少著名设施，例如基泽体育场（Kezar Stadium）、温室花房（Conservatory of Flowers）、艾滋病纪念园（AIDS Memorial Grove）、音乐广场区（The Music Concourse Area）、加州科学院（California Academy of Sciences）、日本茶园（Japanese tea garden）、斯翠宾植物园（Strybing Arboretum）、笛洋美术馆。
自2008年开始，Outside Lands音乐和艺术节每年夏季8月份在这儿举办而知名。

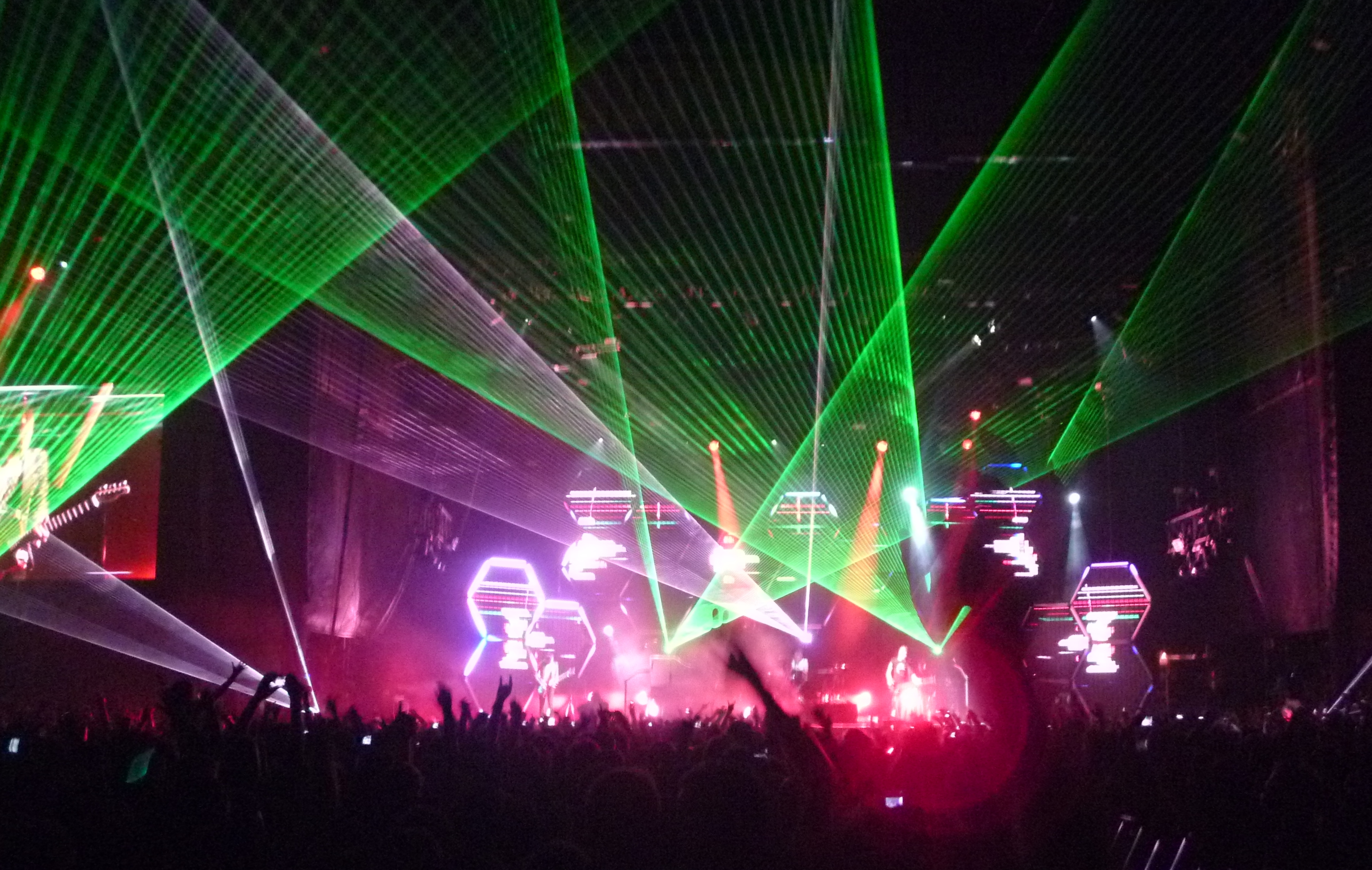
2011Muse在金门公园Outside Lands主舞台表演